# Wu-Block
Albums par Ghostface Killah
Apollo Kids
(2010) Twelve Reasons to Die
(2013)
Albums par Sheek Louch
Donnie G: Don Gorilla
(2010)
Singles
1. Union Square
Sortie : 29 juin 2012

Wu-Block est un album studio en collaboration des rappeurs Ghostface Killah et Sheek Louch, sorti le 27 novembre 2012 aux États-Unis.
Le titre de l'album est un mot-valise composé des noms des groupes respectifs des deux rappeurs : Wu-Tang Clan et D-Block (alias The LOX).
L'album s'est classé 8e au Top Independent Albums, 9e au Top Rap Albums et 15e au Top R&B/Hip-Hop Albums.

## Historique
L'album est annoncé dès 2011 dans une interview de Sheek Louch. Le projet devait à l'origine réunir davantage de membres du Wu-Tang Clan ainsi que les deux autres membres du D-Block, Styles P. et Jadakiss.
Finalement, tout le monde apparaît en featuring, excepté U-God et RZA du Wu-Tang. RZA est cependant présent comme producteur.

## Liste des titres
| No  | Titre | Contient un (des) sample(s) de                      | Durée |
| --- | --- | --------------------------------------------------- | ----- |
| 1.  | Crack Spot Stories (featuring Raekwon & Jadakiss – Produit par Fithestate)                                                      | Much Better Off de Smokey Robinson and The Miracles | 3:23  |
| 2.  | Pour Tha Martini (featuring Cappadonna – Produit par John « Jmac » McCall)                                                      |                                                     | 3:09  |
| 3.  | Pull Tha Cars Out (featuring Method Man – Produit par Phonix Beats & The Futuristics)                                           |                                                     | 3:13  |
| 4.  | Guns For Life (featuring Styles P. – Produit par Fithestate)                                                                    | And I Love Him des Friends of Distinction           | 3:23  |
| 5.  | Comin For Ya Head (featuring Styles P. & Raekwon – Produit par Vinny Idol)                                                      |                                                     | 4:25  |
| 6.  | Cocaine Central (featuring Styles P. – Produit par Shroom)                                                                      |                                                     | 3:36  |
| 7.  | Take Notice (Produit par Jon Woo)                                                                                               |                                                     | 3:20  |
| 8.  | Drivin Round (featuring Masta Killa, GZA & Erykah Badu – Produit par Termanology & Moose, claviers additionnels par Odie Peken) | Sho'nuff Must Be Luv de Heatwave                    | 4:09  |
| 9.  | Different Times Zones (featuring Inspectah Deck – Produit par Frank Dukes)                                                      |                                                     | 3:00  |
| 10. | Stick Up Kids (featuring Jadakiss – Produit par Red Spyda)                                                                      |                                                     | 3:01  |
| 11. | All in Together (featuring Styles P. & Jadakiss – Produit par V Don)                                                            |                                                     | 4:55  |
| 12. | Do It Like Us (featuring Raekwon – Produit par Erick Sermon)                                                                    |                                                     | 3:24  |
| 13. | Stella (featuring Method Man – Produit par Last Child)                                                                          | Moroccan Nights de Mandrill                         | 3:31  |
| 14. | Been Robbed (Produit par Joe Milly)                                                                                             | Stick Up de Honey Cone                              | 2:50  |
| 15. | Bust Shots (featuring Inspectah Deck – Produit par Frank Dukes)                                                                 |                                                     | 3:21  |

| 16. | Bust Shots (Andrew Kelley Remix) (Produit par Andrew Kelley) | 3:38 |